# Wiz Kudowor
Wiz Kudowor (Accra, 19 settembre 1975) è un artista ghanese.

## Biografia
Wisdom "Wiz" Kudowor (1957, Accra) è uno degli artisti del Ghana più apprezzati e acclamati nell'arte contemporanea
. Kudowor ha studiato Arte nell'Università di Scienza e Tecnologia del Ghana. Si è laureato con lode in Belle Arti nel 1981. Ha progettato ed eseguito opere pubbliche in Ghana come un murale alla Kwame Nkrumah Memorial Park. I suoi quadri sono stati esposti in mostre personali e collettive in Asia, Europa, Nord America e in tutta l'Africa.

## Pratica artistica
I suoi dipinti richiamano i temi della pittura tradizionale del Ghana e contemporaneamente offrono esplorazioni di spiritualità e di astrazione. La sua inclinazione verso il Cubismo in combinazione con il Futurismo portano alla creazione di una figura narrativa impalpabile. Kuwodor dà autenticità alla esplorazione dell'ignoto e questo fa di lui un artista trans-visionario.

## Mostre
Esposizioni personali
- 2002-Ghana National Museum, Accra
- 1998-Signature Gallery, Lagos, Nigeria
- 1996-Ohio State University (Presidents Office)
- 1994-Artists Alliance Gallery, Nungua, Ghana
- 1993-"Images revisited" Golden Tulip Hotel, Ghana
- 1992-"Wiz, Wiz, & Wiz" British Council
- 1990-"The Wiz" National Arts Centre, Accra Ghana

Mostre collettive
- 2002-Saggezza Artista Gallery, Chicago, USA
- 2002-Galleria KUAB, Indianapolis
- Osaka 2001-Triennale, Osaka, Giappone
- Alstertal 2001-Forum, Amburgo, Germania
- 2001-FIAAP, Abidjan, Costa d `Avorio
- 1999-Xenois Galerie, Francoforte, Germania
- Iki Mayum 1998-Galerie, Istanbul, Turchia